# Интернационализам (политика)
Интернационализам представља међународни покрет радника свих земаља за класно јединство и солидарност у борби за збацивање са власти буржоазије, односно капитализма; уништење фашизма и империјализма; те увођење социјализма, односно комунизма за друштвени поредак. Такође се може односити на осећање солидарности и братства свих радника света, зближавање свих народа и стварање једног вишег, јединственог друштва уређеног по социјалистичким начелима. Због тога се интернационализам оштро противи национализму, шовинизму, империјализму, милитаризму и рату.